# بيبي خاتون
بيبي خاتون (بالفارسية: بی‌بی‌خاتون) هي قرية تقع في مقاطعة دير في بوشهر في إيران. يقدر عدد سكانها بـ 37 نسمة بحسب إحصاء 2016.